# Pollsmoor-Gefängnis

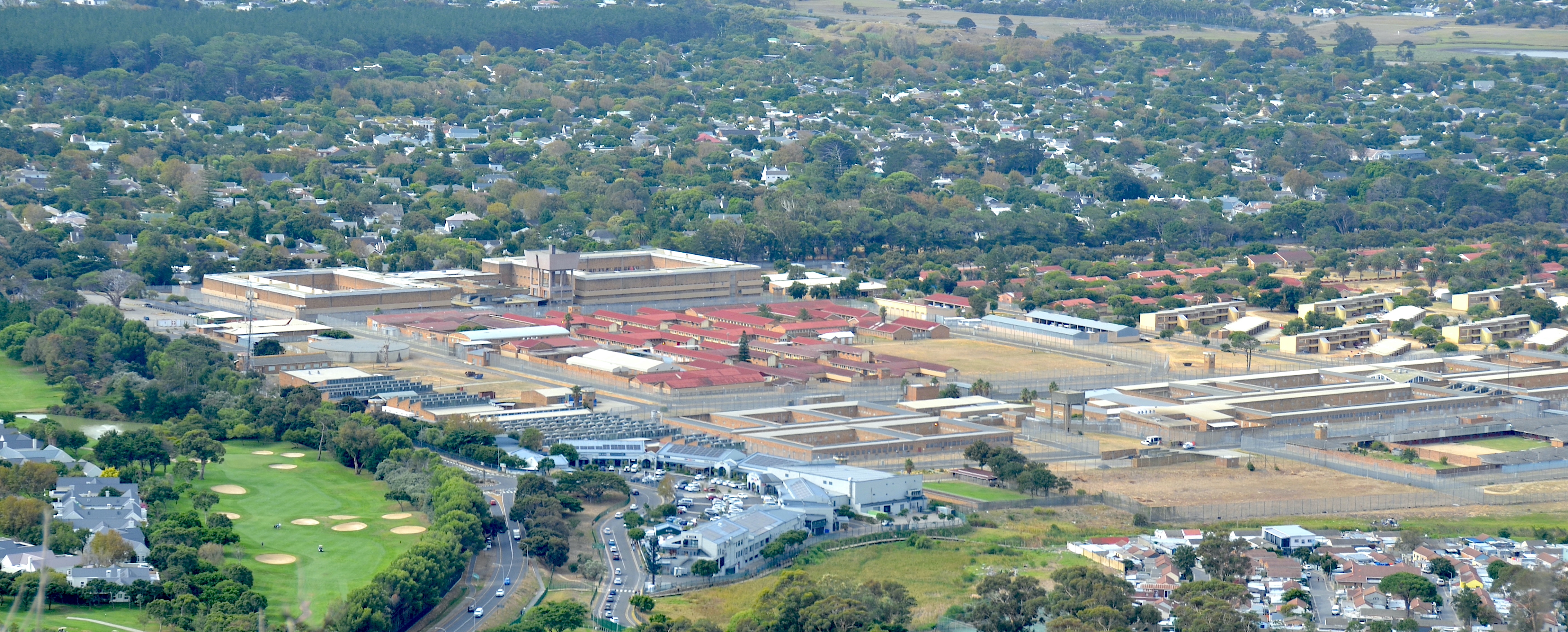
Das Pollsmoor-Gefängnis aus der Vogelperspektive

Das Pollsmoor-Gefängnis (englisch Pollsmoor Prison), offiziell Pollsmoor Maximum Security Prison, ist eine südafrikanische Haftanstalt der höchsten Sicherheitsstufe. Sie befindet sich in Kapstadt, im Stadtteil Tokai.

## Geschichte
Die Haftanstalt wurde 1964 errichtet und erlangte durch einige prominente politische Gefangene des Apartheidregimes internationale Bekanntheit. Nelson Mandela wurde im März 1982 nach 18 Jahren Haft auf Robben Island mit einigen anderen Weggefährten hierher verlegt. Das waren Raymond Mhlaba, Andrew Mlangeni, Walter Sisulu, etwas später noch Ahmed Kathrada. Mandela verblieb hier bis August 1988 und war nach einer medizinischen Behandlung wegen Tuberkulose vom Dezember 1988 bis zum 11. Februar 1990 im Viktor-Verster-Gefängnis bei Paarl inhaftiert.
In den Jahren nach 1994 stammten die meisten Gefangenen aus den Kapstädter Regionen Mitchells Plain, Khayelitsha und Blue Downs. Das Gefängnis ist für die Überbelegung mit Insassen und den darin herrschenden gefährlichen Lebensbedingungen bekannt.

## Kritik
Eine große Zahl von Häftlingen wurden 2015 aus der Haftanstalt evakuiert, nachdem mindestens ein Häftling an einer Krankheit gestorben war, die auf Rattenbefall in der Einrichtung zurückgeführt wurde. Das Nationale Institut für übertragbare Krankheiten (National Institute for Communicable Diseases, NICD) untersuchte die Lage und bestätigte, dass die als Leptospirose bekannte Infektion durch Rattenurin übertragen werde. Die Verhältnisse im Gefängnis würden die Verbreitung des Infektionsgeschehens begünstigen. Nach einer Mitteilung des Ministeriums für Strafvollzug wurden rund 4100 Häftlinge evakuiert.
Die Union für Bürgerrechte in Polizei und Strafvollzug (Police and Prisons Civil Rights Union, POPCRU) hatte die anhaltenden „unmenschlichen Bedingungen“ im Pollsmoor-Gefängnis verurteilt und sie als eine Angelegenheit von nationaler Bedeutung bezeichnet: „Der ganze Ort ist wirklich ein Chaos […] niemand verdient es, an einem solchen Ort zu leben“.
Nach der Einschätzung einer Projektgruppe an der Witwatersrand-Universität sind die Zustände im Pollsmoor-Gefängnis schon seit langem als Problem bekannt: „Die Bedingungen dort widersprechen allem, wofür die Verfassung steht […] Unmenschliche Bedingungen bedeuten auch, dass die Wärter betroffen sind“.
Edwin Cameron, ein Richter am Südafrikanischen Verfassungsgericht, inspizierte das Gefängnis im April 2015. Er zeigte sich angesichts der vorgefundenen Verhältnisse „zutiefst schockiert“ über das „Ausmaß der Überbelegung, die unhygienischen Bedingungen, die Krankheiten und das ausgezehrte psychische Erscheinungsbild der Häftlinge“. Seine Einschätzung: „Die insgesamt beklagenswerten Lebensbedingungen waren zutiefst beunruhigend“. Diese Befunde fanden ihren Niederschlag in seinem Bericht für das Verfassungsgericht, in dem er die Bedingungen als nicht den Standards der Bill of Rights des Landes (Grundrechte, in der Verfassung enthalten) und des Correctional Services Act (deutsch etwa: „Strafvollzugsgesetz“) entsprechend bezeichnete. Der regionale Beauftragte des Ministeriums für Strafvollzug (Department of correctional services regional commissioner), Delekile Klaas, der Cameron bei seinem Besuch begleitete, erklärte, dass die Inspektion „sofortige Gegenmaßnahmen“ erforderlich mache. Dem Bericht von Cameron war ein Aktionsplan des Ministeriums beigefügt, der Schritte zur Verbesserung der Haftbedingungen vorsah.
Aufgerüttelt durch den öffentlich bekannt gewordenen Bericht kam es zu einer politischen Debatte. Parlamentsabgeordnete und der Minister für Justiz und Strafvollzug, Michael Masutha (Ramaphosa I), sein Stellvertreter Thabang Makwetla sowie der Beauftragte (Commissioner) des Ministeriums für Strafvollzug, Zach Modise, und der Provinzbeauftragte (Commissioner) Delekile Klaas statteten dem Gefängnis einen Besuch ab. Die vorgefundenen Lebensbedingungen wirkten auf die Besucher schockierend. Ein Teilnehmer aus dem Kreis der Abgeordneten, George Michalakis (DA), berichtete über diese Visite staatlicher Vertreter: „Am schockierendsten war, dass der regionale Kommissar, als er über ähnliche Zustände in anderen Gefängnissen sprach, vom nationalen Kommissar niedergeschlagen wurde, weil er die Regierung kritisierte.“

## Trivia
Im Gefängnis gibt es ein öffentlich zugängliches Restaurant mit dem Namen Idlanathi. Es wirbt mit dem Spruch „Eat with us“ (deutsch: „Iß mit uns.“) und hat 15 Tische (2018).